# The Archers (radionovela)
The Archers es una radionovela británica que se emite actualmente en BBC Radio 4, el principal canal hablado de la corporación. Emitida desde 1951, era famosa por ser "una historia cotidiana de la gente del campo" y ahora se promociona como "un drama contemporáneo en un entorno rural". Tras haber emitido más de 20.000 episodios, es la radionovela de actualidad más longeva del mundo por número de episodios.
En 1950 se emitieron cinco episodios piloto y el primer episodio se emitió a escala nacional el día de Año Nuevo de 1951. Un programa significativo en la cultura popular británica, y con más de cinco millones de oyentes, es el programa no informativo más escuchado de Radio 4, y con más de un millón de oyentes a través de internet, el programa ostenta el récord de audiencia en línea de BBC Radio. En febrero de 2019, un panel de 46 expertos de la industria de la radiodifusión, de los cuales 42 tenían una conexión profesional con la BBC, clasificó The Archers como el segundo mejor programa de radio de todos los tiempos. Establecido en parte con el objetivo de educar a los agricultores después de la Segunda Guerra Mundial, The Archers pronto se convirtió en una fuente popular de entretenimiento para la población en general, atrayendo a nueve millones de oyentes en 1953.

## Configuración
The Archers está ambientada en el pueblo ficticio de Ambridge, en el condado ficticio de Borsetshire, en Inglaterra. Borsetshire está situado entre los condados contiguos de Worcestershire y Warwickshire, al sur de Birmingham, en las Tierras Medias inglesas. Ambridge se basa posiblemente en el pueblo de Cutnall Green, aunque varios otros pueblos afirman haber servido de inspiración para Ambridge; The Bull, el pub de Ambridge, está inspirado en The Old Bull de Inkberrow, mientras que St Mary the Virgin de Hanbury se utiliza a menudo como sustituto de la iglesia parroquial de Ambridge, St Stephen's.
Otros pueblos ficticios son Penny Hassett, Loxley Barrett, Darrington, Hollerton, Edgeley, Waterley Cross y Lakey Green. La capital del condado de Borsetshire es Borchester, y la gran ciudad más cercana es la ciudad catedralicia de Felpersham. En Felpersham también hay una universidad. En ocasiones, los personajes se aventuran a ir más lejos: varios de ellos asistieron a la marcha de la Countryside Alliance en Londres, y se ha hecho referencia al ambiente gay de Canal Street, en Mánchester. Ha habido escenas ambientadas en otros lugares del Reino Unido y del extranjero, con algunos personajes residiendo en el extranjero, como en Sudáfrica y Hungría.

## Personajes
- La granja familiar de los Archer, Brookfield, combina cultivos herbáceos, productos lácteos, carne de vacuno y ovejas. Es un ejemplo típico de explotación mixta que ha pasado de generación en generación de Dan, el agricultor original, a su hijo Phil y que ahora es copropiedad de los cuatro hijos de Phil y Jill: David, que la administra con su esposa Ruth; Shula Hebden-Lloyd, propietaria de los establos de equitación, estuvo casada con Alistair, veterinario; su gemelo Kenton, regenta el único pub del pueblo con su esposa Jolene; y la viuda Elizabeth Pargeter. Jill vive en Brookfield con su hijo David, su esposa Ruth y sus hijos Pip, Josh y Ben, y la hija de Pip, Rosie.

- Los Aldridge en Home Farm. Brian, retratado como un empresario agrícola con mucho dinero, y su difunta esposa Jennifer. Tienen cinco hijos: los dos que Jennifer aportó a su matrimonio: Adam, granjero casado con el chef Ian Craig, y Debbie, granjera afincada en Hungría; dos nacidos dentro del matrimonio, Kate, con una familia abandonada en Sudáfrica, y Alice, divorciada del herrador Chris Carter; y el estudiante universitario Ruairi, hijo de Brian con una de sus amantes. La familia también incluye a la hija de Kate, Phoebe, y a la hermana de Jennifer, Lilian.

- Los arqueros de Bridge Farm, Tony y Pat, practican la agricultura ecológica. Sus actividades incluyen una tienda, una cafetería, un programa de cajas de verduras y una central lechera. Toda la familia está implicada: Tony y Pat y sus hijos Helen y Tom. También tienen cinco nietos: Johnny, hijo de su difunto hijo John; los hijos de Helen, Henry y Jack, y las gemelas de Tom, Nova y Seren.

- Los Pargetter, una familia de la nobleza terrateniente que tiene que hacer que su casa señorial, Lower Loxley Hall, pague las facturas como atracción pública. La familia incluye a la viuda de Nigel Pargetter, Elizabeth de soltera Archer, y a sus hijos gemelos, un hijo, Freddie, y una hija, Lily.

- Los Grundy, antiguos granjeros arrendatarios en apuros, saltaron a la fama a finales de los años setenta y principios de los ochenta. Inicialmente considerados personajes cómicos, ahora se les ve como tenaces luchadores contra la adversidad. La familia está formada por Eddie, su mujer Clarrie y sus hijos Will y Edward.

- Los Carter, Neil y Susan. Su hijo, Chris, estuvo casado con Alice Aldridge; su hija, Emma, se ha casado sucesivamente con los hermanos Will y Edward Grundy.

- Los Snell; Lynda, casada con el sufrido Robert, es el blanco de muchas bromas, pero también una incondicional de la vida del pueblo.

## Ambridge
Ambridge sigue teniendo una tienda y una oficina de correos en el pueblo, originalmente gracias a la filantropía de Jack Woolley (fallecido en 2014). Posteriormente, el negocio se convirtió en una tienda comunitaria gestionada por Susan y dirigida por un equipo de voluntarios. The Bull, el único pub del pueblo, es quizá la estructura más reconocible de Ambridge, mientras que la iglesia de San Esteban, fundada en 1281, data de la época normanda. La iglesia ha sufrido muchos cambios a lo largo de los años, incluidos varios vicarios diferentes. Las ocho campanas las toca un grupo dirigido por Neil Carter.
- Bridge Farm es una granja de 68 hectáreas que anteriormente pertenecía a Berrow Estate, pero que ahora es propiedad de Pat y Tony Archer. La granja se dedicó por completo a la agricultura ecológica en 1984, en un argumento inspirado en la visita de un guionista a la granja Brynllys en Ceredigion, el hogar de Rachel's Organic.[18] En 2003, Tom Archer comenzó a producir sus salchichas de cerdo de Bridge Farm. A principios de 2013, la familia decidió vender su rebaño lechero y comprar en su lugar leche ecológica y, al año siguiente, Tony Archer compró un pequeño rebaño de Aberdeen Angus.

- Brookfield Farm es una explotación mixta de 190 hectáreas (469 acres) que fue gestionada, y posteriormente adquirida, por Dan Archer y después por su hijo Phil. Tras la jubilación de Phil en 2001, su hijo David Archer tomó las riendas.

- Grange Farm fue una granja en activo gestionada por los Grundy hasta su desalojo en 2000. La granja, junto con 20 hectáreas de terreno, se vendió a Oliver Sterling.

- Home Farm es una granja de 778 hectáreas (1.922 acres), con diferencia la mayor de Ambridge, propiedad de la familia Aldridge. En los últimos años, Home Farm se ha dedicado a la cría de frutos rojos y ciervos.

- Willow Farm era propiedad de la familia Tucker. Tras la muerte de Betty en 2005, la casa se dividió para alojar a Roy y su familia. Las tierras de cultivo son el hogar de los cerdos de Neil Carter.

- Arkwright Hall es una gran mansión victoriana ambientada en el siglo XVII.[19] El edificio funcionó como centro comunitario durante muchos años, con una sala insonorizada y un centro de estudios de campo. Más tarde cayó en el abandono, pero fue renovado cuando Jack Woolley arrendó la mansión al Landmark Trust; el arquitecto Lewis Carmichael dirigió la restauración del edificio para devolverle su esplendor victoriano.

- Grey Gables, antaño un club de campo, es ahora un lujoso hotel. La difunta Caroline Sterling lo compró con su marido Oliver. El hotel cuenta con piscina, spa, club de salud y campo de golf. El hotel se vendió en 2022 y está cerrado mientras se somete a una amplia remodelación.[20]

- Lower Loxley Hall es una gran casa de campo de 300 años de antigüedad situada a las afueras de Ambridge. Funciona principalmente como centro de conferencias.[21]

## Temática
A diferencia de algunas telenovelas, los episodios de The Archers retratan acontecimientos que tienen lugar en la fecha de emisión, lo que permite incluir muchos temas de actualidad. A menudo se incluyen en el guion acontecimientos de la vida real que pueden predecirse fácilmente, como la conferencia anual sobre agricultura de Oxford y la Copa Mundial de la FIFA. En algunas ocasiones, las escenas grabadas en estos acontecimientos se planifican y editan en los episodios poco antes de su emisión.
Para el equipo de producción, algunos acontecimientos importantes pero imprevistos exigen reescribir y volver a grabar escenas con poca antelación, como la muerte de la princesa Margarita (especialmente conmovedora porque había aparecido como ella misma en el programa), los atentados del World Trade Center, y los atentados del 7 de julio de 2005 en Londres. Los acontecimientos y las implicaciones de la crisis de la fiebre aftosa de 2001 exigieron muchas "inserciones de actualidad" y la reescritura de varias tramas.
En enero de 2012, Oliver Sterling, propietario de Grange Farm, junto con su arrendatario, Ed Grundy, decidieron vacunar a los tejones de su granja en un intento de prevenir la propagación de la tuberculosis bovina. La trama se produjo pocas semanas después de que el Gobierno confirmara un ensayo de sacrificio de tejones.
El 29 de marzo de 2020 se anunció que el programa incluiría referencias a la pandemia de COVID-19 a partir del 4 de mayo.
La muerte de la reina Isabel II el 8 de septiembre de 2022 fue tratada por Lynda Snell y Lilian Bellamy como primera sección del episodio emitido el domingo 11 de septiembre.

## Actores
Los actores de The Archers no están contratados y suelen trabajar en los episodios unos pocos días al mes. Debido a que los argumentos se centran en determinados grupos de personajes, en una semana cualquiera, de un reparto de unos 60, los episodios incluyen aproximadamente entre 20 y 30 personajes hablantes. La mayoría del reparto trabaja como actor en otros proyectos y puede desaparecer durante largos periodos si está trabajando en compromisos como películas o series de televisión. Tamsin Greig interpreta a Debbie Aldridge y ha aparecido en muchas series de televisión como Green Wing, Love Soup, Black Books y Episodes, por lo que Debbie gestiona una granja en Hungría y sus visitas a Ambridge son poco frecuentes. Felicity Jones interpretó a Emma Carter desde los 15 años, pero tras un periodo de estudios en el Wadham College de Oxford, renunció al papel para dedicarse a la televisión y el cine.
Algunos de los actores, cuando no interpretan a sus personajes, se ganan la vida con otros trabajos: Charlotte Connor, cuando no interpreta a Susan Carter (acreditada como Charlotte Martin), trabaja a tiempo completo como psicóloga investigadora sénior en la Fundación de Salud Mental de Birmingham y Solihull; su oficina está a un corto paseo de BBC Birmingham, por lo que puede adaptar su trabajo a las grabaciones Graham Blockey, que interpretó a Robert Snell antes de su muerte en 2022, trabajó hasta 2017 como médico general a tiempo completo en Surrey, yendo y viniendo de BBC Birmingham los fines de semana y en sus días libres. Mantuvo su papel en secreto ante sus pacientes, por miedo a perder su respeto, hasta su jubilación de la medicina en marzo de 2017. Otros ejemplos son Felicity Finch (Ruth Archer), que también trabaja como periodista de la BBC habiendo viajado en varias ocasiones a Afganistán; e Ian Pepperell (Roy Tucker), antes de su muerte a los 53 años el 22 de diciembre de 2023, dirigía un pub en New Forest.

## Historia
Una serie piloto de cinco episodios comenzó el lunes de Pentecostés, 29 de mayo de 1950, y continuó durante esa semana. Fue creada por Godfrey Baseley y se emitió en las Tierras Medias inglesas en el Servicio Regional a Domicilio, como "un Dick Barton granjero". Las grabaciones se enviaron a Londres, y la BBC decidió encargar la serie para una emisión nacional más larga. En los cinco pilotos, The Archers eran propietarios de la granja Wimberton, en lugar de Brookfield. Posteriormente, Baseley dirigió The Archers durante 22 años.
Desde el 1 de enero de 1951, se emiten semanalmente cinco episodios de 15 minutos (desde 1998, seis episodios de 12½ minutos), al principio en el BBC Light Programme y posteriormente en el BBC Home Service (y Radio 4 desde el 1 de octubre de 1967). Las repeticiones a primera hora de la tarde del episodio de la noche anterior comenzaron el 14 de diciembre de 1964. Los guionistas originales fueron Geoffrey Webb y Edward J. Mason, que también trabajaban en la serie nocturna de misterio sobre el agente especial Dick Barton. La popularidad de sus aventuras inspiró en parte The Archers, que acabó ocupando el espacio nocturno de Barton. Al principio, sin embargo, el lanzamiento nacional situó el serial a la "terrible" hora de las 11.45, pero se trasladó a la antigua franja de Dick Barton, las 18.45, a partir del 2 de abril de 1951. El 5 de enero de 1952 comenzó una edición ómnibus de los episodios de la semana.
Producida originalmente con la colaboración del Ministerio de Agricultura y Pesca, The Archers fue concebida como un medio de difusión de información a los agricultores y pequeños propietarios para ayudar a aumentar la productividad en la era de racionamiento y escasez de alimentos de la posguerra.
En un principio, The Archers se centraba en la vida de tres agricultores: Dan Archer, que practicaba una agricultura eficiente con poco dinero, Walter Gabriel, que practicaba una agricultura ineficiente con poco dinero, y George Fairbrother, un rico hombre de negocios que practicaba una agricultura con pérdidas a efectos fiscales (algo que se podía hacer en aquella época). El programa tuvo un gran éxito, y ganó el premio al "Programa más entretenido del año" de los Premios Nacionales de Radio junto con Take It from Here en 1954, y ganó el premio completo en 1955, año en el que la audiencia alcanzó un máximo de 20 millones.
A finales de la década de 1950, a pesar del crecimiento de la televisión y el consiguiente declive de la radio, el programa seguía contando con 11 millones de oyentes y también se emitía en Canadá, Australia y Nueva Zelanda. A mediados de la década de 1970, sin embargo, la audiencia de las dos emisiones diarias y el ómnibus de fin de semana juntos era inferior a tres millones y en 1976 el BBC Radio Four de la Junta de Revisión consideró en dos ocasiones la posibilidad de suprimir el programa. Se consideraba que los problemas del serial reflejaban la mala situación de la radionovela en general, descrita como "un fracaso a la hora de deshacerse por completo de las convenciones del no realismo que habían prevalecido en las décadas de 1940 y 1950".
El jefe del programa, Jock Gallagher, responsable de The Archers, describió estos años como los "días de perros" del serial. A esto siguieron amplias reformas editoriales, incluida la introducción de mujeres guionistas (no había ninguna antes de 1975), a dos de las cuales, Helen Leadbeater y Margaret Phelan, se les atribuyó el mérito de dar al programa un nuevo estilo definitivo de escritura y contenido, aunque algunos oyentes se quejaron de su feminismo radical.
En 1980, Julie Burchill comentó que las mujeres de Ambridge ya no estaban atascadas con "los galones de mermelada de los guionistas masculinos de la vieja guardia que las mantuvieron ocupadas durante más de veinte años", sino que estaban "sumidas en la depresión posparto y el alcoholismo en el camino hacia el autodescubrimiento". A mediados de los ochenta, el Consejo de Revisión de Radio Four señaló que los guiones, la dirección y la interpretación eran "muy buenos" y, en ocasiones, "mejores que nunca". En agosto de 1985, The Listener afirmó que el renacimiento del programa estaba "sostenido por algunas de las mejores interpretaciones, dirección y redacción de la radio".
Tony Shryane MBE fue el productor del programa desde el 1 de enero de 1951 hasta el 19 de enero de 1979. Vanessa Whitburn fue la editora del programa desde 1992 hasta 2013. Whitburn se tomó una excedencia de marzo a julio de 2012, y John Yorke, antiguo productor ejecutivo de EastEnders, asumió el cargo de editor en funciones. La llegada de Yorke provocó acusaciones de que el programa estaba importando los valores de EastEnders a Borsetshire, y los fanes y comentaristas se quejaron de que los personajes se comportaban de forma poco realista simplemente para generar conflictos. Yorke negó esta acusación y escribió que aceptó hacerse cargo del programa "con una condición: que se mantuviera exactamente como estaba y que yo no tuviera que cambiar nada".
Whitburn fue sucedido como editor por Sean O'Connor en septiembre de 2013. En septiembre de 2016, Huw Kennair-Jones asumió el cargo de editor, aunque O'Connor continuó supervisando la historia de Helen y Rob hasta su conclusión. Kennair-Jones anunció en octubre de 2017 que iba a dejar la BBC para trabajar como editor de ITV. El breve mandato de dos editores sucesivos de The Archers suscitó preocupación por la tendencia a considerar la edición de radionovelas como un "campo de entrenamiento" para puestos mejor pagados en televisión. Alison Hindell, jefa de Audio Drama de la BBC hasta octubre de 2018, asumió el cargo de editora en funciones antes y después del tiempo que Kennair-Jones estuvo al mando. Ella efectivamente intercambió roles con Jeremy Howe cuando ella lo sucedió como editora comisionada de la BBC para drama y ficción y él comenzó como editor de Archers a finales de agosto de 2018.
Desde 2007, The Archers está disponible en podcast.
Desde el domingo de Pascua de 1998, se emiten seis episodios a la semana, de domingo a viernes, en torno a las 19:03 tras el resumen de noticias. Los episodios se repiten al día siguiente a las 14:02, excepto el episodio del viernes por la noche, que se repite el sábado a las 14:45, (a partir del 6 de abril de 2024). Los seis episodios se repiten íntegros en el ómnibus matinal del domingo a las 10:00. En marzo de 2024, la BBC anunció cambios en la programación que harán que el ómnibus de los domingos comience una hora más tarde, a las 11.00.

### Muerte de Grace Archer
Uno de los episodios más controvertidos de The Archers se emitió el 22 de septiembre de 1955, coincidiendo con el lanzamiento de la primera cadena de televisión comercial del Reino Unido. Phil y Grace Archer se habían casado pocos meses antes, y su floreciente relación era la comidilla de la nación. Sin embargo, Godfrey Baseley, buscando una historia que mostrara una tragedia real entre los cada vez menos convincentes cliff-hangers de los episodios, decidió que Grace tendría que morir. Los guiones de la semana que comenzó el 19 de septiembre de 1955 se escribieron, grabaron y emitieron cada día, con un "ejercicio de actualidad" como explicación al reparto. El jueves, los oyentes escucharon los efectos de sonido de Grace intentando rescatar a Midnight, su caballo, de un incendio en el establo de Brookfield y el choque de una viga de madera al caer.
Desde entonces se ha debatido si la fecha del episodio fue un intento deliberado de eclipsar el estreno del primer rival comercial de la BBC. Sin duda se planeó con meses de antelación, pero es posible que la fecha real de la muerte se cambiara durante la fase de escritura del guion para que coincidiera con el lanzamiento de Associated-Rediffusion. Deliberado o no, el episodio atrajo la atención de los medios de comunicación, que se hicieron eco de él en periódicos de todo el mundo.
Esta polémica ha sido parodiada en dos ocasiones: en "The Bowmans", un episodio del programa cómico de televisión Hancock, y en la obra de teatro El asesinato de la hermana George y su adaptación cinematográfica de 1968. En el 50 aniversario del lanzamiento de ITV, Ysanne Churchman, que interpretaba a Grace, les envió una tarjeta de felicitación firmada "Grace Archer".
En 1996, William Smethurst relató una conversación con Baseley en la que revela su verdadera motivación para acabar con Grace Archer: Churchman había estado animando a los demás actores a afiliarse a un sindicato.

### Longevidad
El actor Norman Painting interpretó a Phil Archer ininterrumpidamente desde la primera serie de prueba en 1950 hasta su muerte el 29 de octubre de 2009. Su última actuación en Archers se grabó solo dos días antes de su muerte, y se emitió el 22 de noviembre. Está citado en el Guinness de los Récords como el actor que más tiempo ha interpretado a Phil Archer en una sola telenovela. Bajo el seudónimo "Bruno Milna", Painting también escribió alrededor de 1.200 episodios completos, que culminaron en el episodio 10.000.
June Spencer, que cumplió 100 años en 2019, interpretó a Peggy Woolley en el episodio piloto y continuó en el papel hasta 2022.

### 60.º aniversario
The Archers cumplió 60 años el 1 de enero de 2011 y, para celebrarlo, se emitió un episodio especial de media hora el domingo 2 de enero en BBC Radio 4 a partir de las 19.00 horas. Se había anunciado que el episodio contendría acontecimientos que "sacudirían Ambridge hasta la médula". Esta frase incluso dio lugar a la inicial #SATTC que fue tendencia en el sitio web Twitter durante ese fin de semana, ya que los oyentes especulaban sobre lo que podría suceder, y luego informaban de sus opiniones a medida que se desarrollaba la historia.
Los principales acontecimientos del episodio fueron Helen Archer dando a luz a su hijo Henry y Nigel Pargetter cayendo al vacío desde el tejado de Lower Loxley Hall. Este improbable suceso suscitó interés por la frecuencia y las causas de las muertes en la serie. De hecho, aunque la incidencia de muertes accidentales y suicidios es siete veces superior a la media nacional, la tasa de mortalidad general en Ambridge es casi exactamente la que cabría esperar.
La desaparición de Nigel causó controversia entre algunos oyentes, con una serie de quejas que expresaban, entre otras cosas, consternación por la muerte de un personaje popular, preocupación por la forma en que se despidió al actor, creencia de que se había exagerado la promesa de "sacudir Ambridge hasta la médula", críticas a la credibilidad del guion (por ejemplo, la duración de su grito de caída en picado hizo que se calculara la altura del edificio en bastante más de lo que se había imaginado).

### Pandemia de COVID-19
Se han añadido temas de actualidad al guion, pero esto no fue posible durante la pandemia COVID-19. Inicialmente se grabó a los actores en sus casas y se incluyeron referencias a la pandemia de algunos de los personajes que compartían sus pensamientos privados con el oyente. Del 4 de mayo de 2020 al 14 de agosto de 2021, la emisión se redujo a cuatro episodios (de lunes a jueves). Los episodios dominicales se reanudaron el 15 de agosto de 2021.
Debido a las restricciones de la pandemia COVID-19, la programación semanal se redujo a cuatro episodios, omitiendo los episodios del domingo y el viernes. En consecuencia, se redujo la duración del ómnibus dominical. Tras continuar con episodios pregrabados y repetir algunos episodios clásicos, comenzaron los nuevos episodios que se habían grabado a distancia, con una acogida desigual. El 15 de agosto de 2021, el episodio de la noche del domingo reanudó su emisión regular, al igual que el episodio de la noche del viernes, el 3 de junio de 2022.

## Emisión en otros países
The Archers se ha emitido en países fuera del Reino Unido, en particular en Nueva Zelanda desde su inicio hasta septiembre de 1982, cuando Radio Nueva Zelanda decidió no seguir comprando episodios. Se llegó a un acuerdo para emitir un episodio especial sin el habitual suspenso final.

## Temática
El programa ha abordado muchos problemas sociales graves y contemporáneos: la drogadicción rural; las violaciones, incluida la violación conyugal; las relaciones interraciales; la acción directa contra los cultivos modificados genéticamente y el sacrificio de tejones; las rupturas familiares; y las uniones civiles, y una familia amenazada por una banda de ladrones de granjas. Algunos comentaristas conservadores, como Peter Hitchens en 1999, han criticado que la serie se haya convertido en un vehículo de valores y programas liberales y de izquierdas, con personajes que se comportan fuera de lugar para alcanzar esos objetivos. Sin embargo, uno de los encantos de la serie consiste en sacar partido de pequeños problemas cotidianos, como el posible cierre de la tienda del pueblo, la pérdida y el redescubrimiento de un par de gafas, la elaboración competitiva de mermelada o tonterías como una competición de "spile troshing", en lugar de los acontecimientos improbables y a gran escala que forman las tramas de muchas telenovelas. Godfrey Baseley fue citado en The Independent objetando la homosexualidad en el programa, diciendo: "Es repugnante .... Es desagradable porque ser gay es un interés minoritario. La gente del campo no hace ese tipo de cosas. Tienen relaciones sexuales como es debido".
Según algunos de los actores, y confirmado en los escritos de Godfrey Baseley, en sus inicios el programa se utilizaba como conducto para los anuncios educativos del Ministerio de Agricultura, y un actor leía un anuncio casi textualmente a otro. La implicación directa del Gobierno terminó en 1972. El programa ha reaccionado en el plazo de un día a emergencias agrícolas como los brotes de fiebre aftosa que afectan a los ganaderos de todo el país cuando se restringen los movimientos del ganado.

## Apariciones cameo
Muchos personajes famosos han hecho cameos en el programa:
- La princesa Margarita y el duque de Westminster aparecieron en 1984 con motivo de un desfile de moda para conmemorar el centenario de la NSPCC.[24]

- Dame Judi Dench hizo una aparición como Pru Forrest (hasta entonces normalmente muda) en 1989 para el episodio 10.000. Terry Wogan apareció y Esther Rantzen fue la responsable del programa. Apareció Terry Wogan y Esther Rantzen se encargó de los efectos de sonido.[69]

- El presentador de radio John Peel apareció como él mismo en 1991.[90]

- El jardinero Alan Titchmarsh juzgó las propuestas de Ambridge en el concurso de jardines abiertos National Gardens Scheme en mayo de 2003.[91]

- El presentador de radio Chris Moyles apareció en junio de 2004 como un cliente cualquiera -y presunto juez del National Pub of the Year- en The Bull.[92][93]

- El cómico Griff Rhys Jones se interpretó a sí mismo en julio de 2004, cuando participó en la campaña de Lynda para restaurar el pub Cat and Fiddle.[94]

- Zandra Rhodes se interpretó a sí misma en un episodio de septiembre de 2006 en relación con un desfile de moda benéfico.[95][96]

- Robert Winston apareció como especialista en fertilidad consultado por Hayley y Roy Tucker en enero[97] y febrero de 2007.[98]

- Mike Gatting apareció en septiembre de 2007 en el centro de un malentendido entre Sid y Jolene Perks durante la final de la npower Village Cup en Lord's Cricket Ground.[99][100]

- El escritor de novela negra Colin Dexter hizo un cameo en 2010.[101]

- La reina Camilla apareció el 16 de febrero de 2011 con motivo del 25 aniversario de la Sociedad Nacional de Osteoporosis y del 60 aniversario del programa.

- En 2011, una grabación del programa Gardeners' Question Time fue seguida de una sesión de grabación especial en la que personajes de The Archers, en particular Brian Aldridge, participaron haciendo preguntas a los panelistas habituales mientras estaban sentados con el público.

- Bradley Wiggins apareció en un episodio de abril de 2014, presentando premios en el evento Desafío Rough and Tumble de la organización Ambridge Sport Relief.

- Kirstie Allsopp apareció en julio de 2014 para inaugurar la fiesta del pueblo.

- En agosto de 2014, los Pet Shop Boys fueron cabezas de cartel de última hora en el festival de música Loxfest.

- Anneka Rice ha aparecido dos veces en Ambridge: en marzo de 1993 y en marzo de 2016.

- En septiembre de 2016, en un episodio de una hora de duración que concluía una trama muy publicitada en la que Helen Titchener había apuñalado a su marido maltratador Rob, algunos nombres notables actuaron como invitados en calidad de miembros del jurado, entre ellos Dame Eileen Atkins, Catherine Tate y Nigel Havers.[102]

- En agosto de 2021, Jackie Weaver, una funcionaria del ayuntamiento en las noticias, apareció como ella misma, juzgando un concurso de espantapájaros en el pueblo, y advirtiendo a algunos manifestantes.

- En agosto de 2022, Toyah Willcox apareció como ella misma en dos episodios, disfrutando del queso de Bridge Farm en el festival Cotstravaganza[103] y comprando una pieza de cerámica de Will Grundy en la fiesta del pueblo de Ambridge.[104]

- En mayo de 2023, Rylan Clark apareció como él mismo, para juzgar el Eurovision Variety Show del pueblo.[105]

- Otros personajes que han aparecido son Britt Ekland, Humphrey Lyttelton (1956), Dame Edna Everage y Antony Gormley (2009).

## Tema musical
El tema principal de The Archers se llama "Barwick Green" y es una danza de mayo de la suite My Native Heath, escrita en 1924 por el compositor de Yorkshire Arthur Wood. La emisión dominical de The Archers comienza con una versión más rústica, arreglada con acordeón, a cargo de The Yetties. El tema del programa de la BBC Radio 4 Extra The Archers, Ambridge Extra, es una versión arreglada por Bellowhead.
Para el piloto y durante los primeros años de la versión nacional se utilizó una grabación de música de biblioteca de Barwick Green, ya que Godfrey Baseley había rechazado una oferta para componer un tema especial por motivos de coste, que se cifró entre 250 y 300 libras. Sin embargo, una vez que el serial se hubo consolidado de forma innegable, se autorizó una nueva grabación de Barwick Green, que fue interpretada por la BBC Midland Light Orchestra el 24 de marzo de 1954. Esta grabación en mono también iba acompañada de cuatro movimientos titulados "A Village Suite", compuestos por Kenneth Pakeman para complementar Barwick Green. Durante un tiempo se utilizaron fragmentos de estos movimientos como música de transición entre escenas. Las grabaciones de 1954 nunca se pusieron a disposición del público y su uso estaba restringido incluso dentro de la BBC, en parte debido a un acuerdo con el Sindicato de Músicos.
El Día de los Inocentes de 2004, tanto The Independent como The Today Programme afirmaron que los ejecutivos de la BBC habían encargado al compositor Brian Eno que grabara una versión electrónica de "Barwick Green" para sustituir al tema actual, mientras que el cómico Billy Connolly incluyó en su número la broma de que el tema era tan típicamente británico que debería ser el himno nacional del Reino Unido.
En 2009, el cómico Rainer Hersch dirigió a la Orquesta Philharmonia en una interpretación del tema, en directo desde el Royal Festival Hall ante una audiencia que escuchaba Radio 3 de la BBC, en un intento de confundirles. A continuación, mostró su parecido con "Montescos y Capuletos" - "Danza de los Caballeros"- de Romeo y Julieta de Serguéi Prokófiev, afirmando que era el resultado de espías rusos que rebuscaban en los cubos de basura de la BBC en busca de los guiones.

### Acontecimientos graves
A veces, un desenlace que implicaba la muerte de un personaje importante o una catástrofe era marcado por el tema de cierre tradicional, que era sustituido por la sección dramática final de Barwick Green, con trombones, platillos y los compases finales de la melodía principal, conocida como la "doom music" por algunos grupos de fanes. Esta tradición se ha abandonado más recientemente, con acontecimientos como la muerte de Nigel Pargetter, que fue seguida por la música de cierre normal a pesar de la gravedad del incidente. Esto ha irritado a algunos seguidores, que consideran inapropiada la alegría del segmento normal en tales circunstancias.
Hubo un guiño a The Archers en la ceremonia de inauguración de los Juegos Olímpicos de Londres el 27 de julio de 2012, donde sonó la sintonía al principio de un segmento que celebraba la cultura británica: se oía el sonido de una radio sintonizada mientras sonaba Barwick Green.

## Reparto

### Reparto actual
| Actor               | Personaje           | Años activo                         |
| ------------------- | ------------------- | ----------------------------------- |
| Patricia Greene     | Jill Archer         | 1957–presente                       |
| Brian Hewlett       | Neil Carter         | 1973–present                        |
| Patricia Gallimore  | Pat Archer          | 1974–2019, 2021–presente            |
| Charles Collingwood | Brian Aldridge      | 1975–presente                       |
| Trevor Harrison     | Eddie Grundy        | 1979–presente                       |
| Heather Bell        | Clarrie Grundy      | 1979–1985, 2013–presente            |
| Tim Bentinck        | David Archer        | 1982–presente                       |
| Charlotte Martin    | Susan Carter        | 1982–presente                       |
| Alison Dowling      | Elizabeth Pargetter | 1984–presente                       |
| Carole Boyd         | Lynda Snell         | 1986–presente                       |
| Felicity Finch      | Ruth Archer         | 1987–presente                       |
| Philip Molloy       | Will Grundy         | 1988–1990, 1992–presente            |
| Souad Faress        | Usha Franks         | 1994–2018, 2021–presente            |
| Buffy Davis         | Jolene Archer       | 1996–presente                       |
| Michael Lumsden     | Alistair Lloyd      | 1998–presente                       |
| Annabelle Dowler    | Kirsty Miller       | 1999–presente                       |
| Louiza Patikas      | Helen Archer        | 2000–presente                       |
| Richard Attlee      | Kenton Archer       | 2000–presente                       |
| Barry Farrimond     | Ed Grundy           | 2000–presente                       |
| Joanna Van Kampen   | Fallon Rogers       | 2000–presente                       |
| Michael Cochrane    | Oliver Sterling     | 2000–presente                       |
| Sunny Ormonde       | Lilian Bellamy      | 2001–presente                       |
| Ryan Kelly          | Jazzer McCreary     | 2001–presente                       |
| Hollie Chapman      | Alice Carter        | 2001–presente                       |
| Andrew Wincott      | Adam Macy           | 2003–presente                       |
| John Telfer         | Rev Alan Franks     | 2003–presente                       |
| Stephen Kennedy     | Ian Craig           | 2003–presente                       |
| John Rowe           | Prof Jim Lloyd      | 2007–presente                       |
| Helen Longworth     | Hannah Riley        | 2008–2009, 2018–2020, 2022–presente |
| Emerald O'Hanrahan  | Emma Grundy         | 2010–presente                       |
| Susie Riddell       | Tracy Horrobin      | 2011–2013, 2017–presente            |
| James Cartwright    | Harrison Burns      | 2014–presente                       |
| Daisy Badger        | Pip Archer          | 2014–presente                       |
| Angus Imrie         | Josh Archer         | 2014–presente                       |
| David Troughton     | Tony Archer         | 2014–presente                       |
| Simon Williams      | Justin Elliott      | 2014–presente                       |
| William Troughton   | Tom Archer          | 2014–presente                       |
| Perdita Avery       | Kate Madikane       | 2014–presente                       |
| Rhys Bevan          | Toby Fairbrother    | 2015–presente                       |
| Lucy Fleming        | Miranda Elliott     | 2016, 2017, 2024–presente           |
| Toby Laurence       | Freddie Pargetter   | 2016–presente                       |
| Katie Redford       | Lily Pargetter      | 2017–presente                       |
| Wilf Scolding       | Christopher Carter  | 2017–presente                       |
| Mali Harries        | Natasha Archer      | 2018–presente                       |
| Ben Norris          | Ben Archer          | 2018–presente                       |
| Arthur Hughes       | Ruairi Donovan      | 2018–presente                       |
| Paul Copley         | Leonard Berry       | 2019, 2021–presente                 |
| Molly Pipe          | Mia Grundy          | 2019, 2021–presente                 |
| Paul Venables       | Jakob Hakansson     | 2019–presente                       |
| Tony Turner         | Vince Casey         | 2019–presente                       |
| Jackie Lye          | Joy Horville        | 2019–presente                       |
| Clare Perkins       | Denise Metcalf      | 2021–presente                       |
| Lucy Speed          | Stella Pryor        | 2021–presente                       |
| Madeleine Leslay    | Chelsea Horrobin    | 2021–presente                       |
| Angus Stobie        | George Grundy       | 2022–presente                       |
| Taylor Uttley       | Brad Horrobin       | 2022–presente                       |
| Martin Barrass      | Mick Fadmoor        | 2022–presente                       |
| Joshua Riley        | Paul Mack           | 2022–presente                       |
| Blayke Darby        | Henry Archer        | 2023–presente                       |
| Yasmin Wilde        | Azra Malik          | 2023–presente                       |
| Jack Ashton         | Harry Chilcott      | 2023–presente                       |
| Michael Bertenshaw  | Robert Snell        | 2024–presente                       |
| Richard Pepple      | John Mack           | 2024–presente                       |

### Antiguo reparto
| Actor                  | Personaje               | Años activo                                                          |
| ---------------------- | ----------------------- | -------------------------------------------------------------------- |
| Rosalind Adams         | Clarrie Grundy          | 1988–2012                                                            |
| Eric Allan             | Bert Fry                | 1997–2020                                                            |
| Joan Anstey            | Dorothy Sinclair        | 1961–1965                                                            |
| Andonis James Anthony  | Russ Jones              | 2018–2022                                                            |
| Gareth Armstrong       | Mike Tucker             | 1973                                                                 |
| Gareth Armstrong       | Harry Booker            | 1974–1983                                                            |
| Gareth Armstrong       | Sean Myerson            | 1996–2000                                                            |
| Bob Arnold             | Tom Forrest             | 1951–1997                                                            |
| Pal Aron               | Iftikar Shah            | 2012–2013                                                            |
| Scott Arthur           | Rhys Williams           | 2011–2013                                                            |
| Adam Astill            | Miles Titchener         | 2023                                                                 |
| Rachel Atkins          | Vicky Tucker            | 2009–2015                                                            |
| Yves Aubert            | Jean-Paul Aubert        | 1988–1992, 1994, 1995, 1997, 1998, 2000–2002                         |
| John Baddeley          | Colin Drury             | 1967, 1969, 1970, 1973–1977                                          |
| Noreen Baddiley        | Mary Thomas             | 1953–1956, 1958, 1960–1963, 1965, 1967                               |
| Ronald Baddiley        | George Lawson-Hope      | 1951–1956                                                            |
| Ronald Baddiley        | Harvey Grenville        | 1961–1966                                                            |
| Annette Badland        | Hazel Woolley           | 2014, 2015, 2021–2022                                                |
| Nick Barber            | Rex Fairbrother         | 2015–2023                                                            |
| Heather Barrett        | Dorothy Adamson         | 1975–1988                                                            |
| Sam Barriscale         | John Archer             | 1987–1998                                                            |
| Patricia Bendall       | Dawn Kingsley           | 1961–1966                                                            |
| Judy Bennett           | Shula Hebden Lloyd      | 1971–2022, 2023–2024                                                 |
| Ballard Berkeley       | Colonel Frederick Danby | 1980–1987                                                            |
| Gwen Berryman          | Doris Archer            | 1951–1980                                                            |
| Sudha Bhuchar          | Usha Gupta              | 1991–1993                                                            |
| Peter Biddle           | Peter Stevens           | 1968–1972                                                            |
| Graham Blockey         | Robert Snell            | 1986–2022                                                            |
| John Bott              | Paddy Redmond           | 1965–1967                                                            |
| John Bott              | John Tregorran          | 1981–1984                                                            |
| Leslie Bowmar          | George Fairbrother      | 1951–1958                                                            |
| Margot Boyd            | Marjorie Antrobus       | 1984–2004                                                            |
| Kellie Bright          | Kate Madikane           | 1995–2002, 2005–2007, 2009–2012                                      |
| Eleanor Bron           | Carol Tregorran         | 2014–2018                                                            |
| Ian Brooker            | Wayne Foley             | 1999–2004, 2011, 2012                                                |
| Nigel Caliburn         | Nigel Pargetter         | 1987–1988                                                            |
| Heather Canning        | Anne Grenville          | 1961–1965                                                            |
| Heather Canning        | Valerie Woolley         | 1972–1973                                                            |
| Nigel Carrington       | Nigel Pargetter         | 1988–1989                                                            |
| Richard Carrington     | Richard Adamson         | 1973–1988                                                            |
| Nigel Carrivick        | David Archer            | 1980–1981                                                            |
| Jasper Carrott         | Sykesy                  | 2023                                                                 |
| Anne Chatterley        | Sally Stobeman          | 1961–1962, 1965–1967                                                 |
| Cian Cheesbrough       | Josh Archer             | 2010–2013                                                            |
| Scott Cherry           | Martin Lambert          | 1984–1985                                                            |
| Ysanne Churchman       | Grace Archer            | 1952–1955                                                            |
| Ysanne Churchman       | Mary Pound              | 1971–1983                                                            |
| Dan Ciotkowski         | Jamie Perks             | 2010–2014                                                            |
| Lorraine Coady         | Hayley Tucker           | 2006–2016                                                            |
| Michael Collins        | Mike Daly               | 1954–1955                                                            |
| Michael Collins        | Ken Pound               | 1971–1973                                                            |
| Alaric Cotter          | Simon Parker            | 1976–1978                                                            |
| Sara Coward            | Caroline Sterling       | 1979–2016                                                            |
| Jan Cox                | Hazel Woolley           | 1983–1985                                                            |
| Pamela Craig           | Betty Tucker            | 1974–2004                                                            |
| Monte Crick            | Dan Archer              | 1960–1969                                                            |
| Anne Cullen            | Carol Tregorran         | 1954–1984                                                            |
| Jennifer Daley         | Amy Franks              | 2012, 2013, 2021, 2022                                               |
| Mary Dalley            | Pru Forrest             | 1956–1979, 1982                                                      |
| Carol Lynn Davies      | Jennifer Archer         | 1962–1963                                                            |
| Joy Davies             | Helen Fairbrother       | 1952–1959, 1974                                                      |
| Lucy Davis             | Hayley Tucker           | 1995–2004                                                            |
| Richard Derrington     | Mark Hebden             | 1980–1994                                                            |
| Alan Devereux          | Sid Perks               | 1963–2009                                                            |
| John Dexter            | Geoff Bryden            | 1955–1956                                                            |
| Hugh Dickson           | Guy Pemberton           | 1993–1996                                                            |
| Tommy Duggan           | Fred Barratt            | 1960–1970                                                            |
| Leslie Dunn            | Paul Johnson            | 1954–1977                                                            |
| Kim Durham             | Matt Crawford           | 1997–2014, 2017                                                      |
| Ryan Early             | Lee Bryce               | 2018–2023                                                            |
| Michael Fenton Stevens | Paul Morgan             | 2010, 2012–2013                                                      |
| Marc Finn              | Greg Turner             | 1998–2004                                                            |
| Jack Firth             | Freddie Pargetter       | 2010–2014                                                            |
| Denis Folwell          | Jack Archer             | 1950–1971                                                            |
| John Franklyn-Robbins  | Bill Slater             | 1951                                                                 |
| John Franklyn-Robbins  | Dick Raymond            | 1951                                                                 |
| John Franklyn-Robbins  | Mike Daly               | 1952                                                                 |
| Rebecca Fuller         | Beth Casey              | 2021–2022                                                            |
| William Gaminara       | Richard Locke           | 1992–1998, 2015–2016                                                 |
| Philip Garston-Jones   | Jack Woolley            | 1962–1979                                                            |
| Tom Gibbons            | Johnny Phillips         | 2014–2021                                                            |
| Joyce Gibbs            | Christine Johnson       | 1963–1967                                                            |
| Joyce Gibbs            | Heather Pritchard       | 1999–2003, 2007–2008, 2010, 2013                                     |
| Chris Gittins          | Walter Gabriel          | 1953–1988                                                            |
| Jon Glover             | Martyn Gibson           | 2009–2014, 2018–2023                                                 |
| Anthony Godfrey        | Brigadier Winstanley    | 1967–1971                                                            |
| Frances Graham         | Helen Archer            | 1987–1989, 1992                                                      |
| Tom Graham             | Tom Archer              | 1997–2014                                                            |
| James Grant            | Andrew Sinclair         | 1963–1967, 1973–1975                                                 |
| Garard Green           | Ken Pound               | 1973–1977                                                            |
| Tamsin Greig           | Debbie Aldridge         | 1991–2004, 2007–2013, 2015, 2016, 2018, 2020, 2023                   |
| Monica Grey            | Grace Fairbrother       | 1951–1952                                                            |
| Dan Hagley             | Darrell Makepeace       | 2012–2013                                                            |
| Stephen Hancock        | Laurence Lovell         | 1996–2000                                                            |
| Peter Harlowe          | Roger Travers-Macy      | 1991–1992, 1994                                                      |
| Mollie Harris          | Martha Woodford         | 1970–1995                                                            |
| Edgar Harrison         | Dan Archer              | 1969–1982                                                            |
| George Hart            | Jethro Larkin           | 1967–1987                                                            |
| Julia Hills            | Annabelle Scrivener     | 2007–2014, 2018                                                      |
| Andy Hockley           | Philip Moss             | 2017–2021                                                            |
| Jack Holloway          | Tony Stobeman           | 1957, 1962, 1965                                                     |
| Jack Holloway          | Ralph Bellamy           | 1964–1977, 1979                                                      |
| Freda Hooper           | Jennifer Archer         | 1959                                                                 |
| Courtney Hope          | Mrs Turvey              | 1954–1958, 1960–1974                                                 |
| Will Howard            | Dan Hebden Lloyd        | 2013–2016, 2018, 2022                                                |
| Kay Hudson             | Mabel Larkin            | 1957–1973                                                            |
| Roger Hume             | John Tregorran          | 1979–1981                                                            |
| Roger Hume             | Bert Fry                | 1988–1996                                                            |
| Jasmine Hyde           | Leonie Snell            | 2009, 2011–2015, 2017, 2020                                          |
| Ronny Jhutti           | Adil Shah               | 2022–2024                                                            |
| Ann Johnson            | Valerie Trentham        | 1952–1953, 1955–1956, 1964                                           |
| Alex Jones             | Clive Horrobin          | 1991, 1993, 1997, 2003, 2004, 2011                                   |
| Basil Jones            | John Tregorran          | 1953–1965, 1976–1977                                                 |
| Carolyn Jones          | Ursula Titchener        | 2014–2017                                                            |
| Felicity Jones         | Emma Grundy             | 2000–2009                                                            |
| Haydn Jones            | Joe Grundy              | 1977–1984                                                            |
| Edward Kelsey          | Joe Grundy              | 1985–2019                                                            |
| Bryan Kendrick         | Nigel Burton            | 1961–1966, 1968                                                      |
| Ann Kindred            | Sally Johnson           | 1954                                                                 |
| Ann Kindred            | Sheila Trevelyan        | 1958                                                                 |
| Will Kings             | Ben White               | 1953–1955                                                            |
| Graeme Kirk            | Kenton Archer           | 1988–1993, 1997–1998                                                 |
| Simon Lack             | John Tregorran          | 1975–1976                                                            |
| Margaret Lane          | Lilian Archer           | 1959                                                                 |
| Rosemary Leach         | Ellen Rogers            | 1994, 1996, 1998                                                     |
| Jenny Lee              | Valerie Woolley         | 1966–1968                                                            |
| Caroline Lennon        | Siobhan Donovan         | 1999–2003, 2007, 2014, 2016, 2020                                    |
| Moir Leslie            | Sophie Barlowe          | 1985–1987                                                            |
| Moir Leslie            | Janet Fisher            | 1996–2003                                                            |
| Geoffrey Lewis         | David Cavendish         | 1955–1956                                                            |
| Geoffrey Lewis         | Geoff Bryden            | 1958, 1961–1965                                                      |
| Geoffrey Lewis         | Stanley Cooper          | 1972–1973                                                            |
| Robert Lister          | Lewis Carmichael        | 2000, 2001, 2004, 2008, 2010–2013                                    |
| Harry Littlewood       | Ronnie Beddoes          | 1966–1970                                                            |
| Crawford Logan         | Matthew Thorogood       | 1986–1990                                                            |
| Connie M'Gadzah        | Lucas Madikane          | 2001, 2002, 2017                                                     |
| Rina Mahoney           | Jess Myers              | 2013–2016, 2023                                                      |
| Valborg Maitland       | Jennifer Archer         | 1960–1962                                                            |
| Pamela Mant            | Christine Archer        | 1950–1953                                                            |
| Julia Mark             | Nora McAuley            | 1966–1977                                                            |
| Elizabeth Marlowe      | Lilian Bellamy          | 1961–1977, 1979–1982, 1989–1991                                      |
| Nan Marriott-Watson    | Doris Archer            | 1950                                                                 |
| Jeremy Mason           | Roger Travers-Macy      | 1965–1972                                                            |
| Jamila Massey          | Satya Khanna            | 1996, 1998, 1999, 2003–2005, 2008                                    |
| Mogali Masuku          | Noluthando Madikane     | 2017–2018, 2023                                                      |
| Fiona Mathieson        | Clarrie Grundy          | 1985–1987                                                            |
| Robert Mawdesley       | Walter Gabriel          | 1950–1953                                                            |
| Jack May               | Nelson Gabriel          | 1956, 1962, 1963, 1965, 1966, 1968, 1970–1972, 1975, 1977, 1979–1997 |
| Roger May              | James Bellamy           | 2009, 2011–2014, 2017                                                |
| Neil McCaul            | Matthew Thorogood       | 1986                                                                 |
| Michael McClain        | Hugo Barnaby            | 1968–1971, 1974                                                      |
| Betty McDowall         | Laura Archer            | 1978–1985                                                            |
| Duncan McIntyre        | Angus McLaren           | 1964–1965, 1969–1971, 1973                                           |
| Malcolm McKee          | Graham Ryder            | 1997–1998, 2000, 2003, 2008, 2009, 2014, 2023                        |
| Tim Meats              | Robin Stokes            | 1991–1995                                                            |
| Frank Middlemass       | Dan Archer              | 1982–1986                                                            |
| Isobel Middleton       | Anna Tregorran          | 2016, 2018, 2023                                                     |
| Terry Molloy           | Mike Tucker             | 1974–2015, 2021–2022                                                 |
| Helen Monks            | Pip Archer              | 2005–2014                                                            |
| Philip Morant          | John Tregorran          | 1965–1975                                                            |
| Lucy Morris            | Phoebe Aldridge         | 2010–2022                                                            |
| Hayward Morse          | Lester Nicholson        | 1968–1970                                                            |
| Ted Moult              | Bill Insley             | 1983–1986                                                            |
| Celia Nelson           | Sharon Phillips         | 1989–1994, 1997–1998, 2011–2012, 2014                                |
| Hilary Newcombe        | Polly Perks             | 1964–1981                                                            |
| Hedli Niklaus          | Eva Coverdale           | 1978–1981                                                            |
| Hedli Niklaus          | Kathy Perks             | 1984–2015, 2022                                                      |
| Harry Oakes            | Dan Archer              | 1950–1960                                                            |
| Jonathan Owen          | Terry Barford           | 1980–1984, 1989                                                      |
| Philip Owen            | Tony Archer             | 1963–1967                                                            |
| Norman Painting        | Phil Archer             | 1950–2009                                                            |
| Judy Parfitt           | Janet Tregorran         | 1962–1963                                                            |
| Leslie Parker          | Clive Lawson-Hope       | 1952–1954                                                            |
| Bill Payne             | Ned Larkin              | 1956–1968                                                            |
| Ian Pepperell          | Roy Tucker              | 1995–2023                                                            |
| Arnold Peters          | Len Thomas              | 1953–1958, 1960–1967                                                 |
| Arnold Peters          | David Latimer           | 1968–1973                                                            |
| Arnold Peters          | Jack Woolley            | 1980–2011                                                            |
| Anne-Marie Piazza      | Annette Turner          | 2009–2010                                                            |
| Gareth Pierce          | Gavin Moss              | 2019–2021                                                            |
| Angela Piper           | Jennifer Aldridge       | 1963–2022                                                            |
| Sion Probert           | Wayne Tucson            | 2009–2010                                                            |
| Arnold Ridley          | Doughy Hood             | 1956–1958, 1961–1970, 1973                                           |
| Graham Rigby           | Zebedee Tring           | 1961, 1962, 1964, 1966–1974                                          |
| Graham Rigby           | Bert Gibbs              | 1975–1977                                                            |
| Graham Roberts         | George Barford          | 1973–2004                                                            |
| Eddie Robinson         | Simon Cooper            | 1951–1956                                                            |
| Thelma Rogers          | Elsie Catcher           | 1953                                                                 |
| Thelma Rogers          | Peggy Archer            | 1953–1962                                                            |
| Anneika Rose           | Anisha Jayakoday        | 2016–2018                                                            |
| Alan Rothwell          | Jimmy Grange            | 1957–1960, 1963                                                      |
| Will Sanderson-Thwaite | Christopher Carter      | 2004–2014                                                            |
| Lesley Saweard         | Christine Barford       | 1953–1962, 1968–2019                                                 |
| Felix Scott            | Charlie Thomas          | 2014–2016                                                            |
| Graham Seed            | Nigel Pargetter         | 1983–1986, 1992–2011                                                 |
| Pauline Seville        | Mrs Perkins             | 1951–1959, 1963, 1965–1990                                           |
| Michael Shaw           | Charles Grenville       | 1959–1964                                                            |
| Michael Shelford       | Harry Mason             | 2010–2012                                                            |
| Norman Shelley         | Colonel Frederick Danby | 1976–1980                                                            |
| Amy Shindler           | Brenda Tucker           | 1999–2015                                                            |
| Eri Shuka              | Elona Makepeace         | 2011–2013                                                            |
| Alison Skilbeck        | Polly Perks             | 1981–1982                                                            |
| Colin Skipp            | Tony Archer             | 1967–2013                                                            |
| Ania Sowinski          | Lexi Viktorova          | 2017–2019                                                            |
| June Spencer           | Peggy Woolley           | 1950–1953, 1962–2022                                                 |
| June Spencer           | Rita Flynn              | 1951–1953, 1956–1958, 1961–1962                                      |
| Leon Tanner            | Jim Coverdale           | 1979–1981, 1997                                                      |
| Gerald Turner          | Gregory Salt            | 1964–1972                                                            |
| David Vann             | Dave Barry              | 1982–1990                                                            |
| Anne Louise Wakefield  | Jackie Woodstock        | 1980–1983                                                            |
| Timothy Watson         | Rob Titchener           | 2013–2017, 2023                                                      |
| Tracy Jane White       | Lucy Perks              | 1982–1992                                                            |
| Peter Wilde            | Reggie Trentham         | 1952–1957                                                            |
| Charles Williams       | Haydn Evans             | 1972–1979                                                            |
| Esma Wilson            | Joan Burton             | 1962–1966, 1968                                                      |
| Gwenda Wilson          | Laura Archer            | 1962–1977                                                            |
| Mary Wimbush           | Jane Maxwell            | 1951                                                                 |
| Mary Wimbush           | Lady Isabel Lander      | 1969–1970                                                            |
| Mary Wimbush           | Julia Pargetter         | 1992–2005                                                            |
| Peter Wingfield        | Simon Pemberton         | 1995–1997                                                            |
| George Woolley         | Joby Woodford           | 1969–1978                                                            |
| Becky Wright           | Nic Grundy              | 2007–2018                                                            |
| Nicola Wright          | Rosemary Tarrant        | 1986, 1989–1990, 2001                                                |

## Ambridge Extra
BBC Radio 4 Extra emitió un breve suplemento ocasional, Ambridge Extra, entre 2011 y 2013, protagonizado por personajes alejados del entorno de Ambridge. Las series 1 y 2 tuvieron 26 episodios y las series 3, 4 y 5, 20. La razón ofrecida para la no renovación fue la limitación de recursos.

## Clubes de fanes
En la década de 1990 se crearon dos organizaciones dedicadas al programa. Archers Addicts era el organismo oficial, dirigido por miembros del reparto. El club contaba con cinco mil miembros y una tienda en línea donde se vendían recuerdos de The Archers bajo licencia.
El grupo de noticias usenet uk.media.radio.archers (denominado UMRA por sus usuarios, que se autodenominan umrats) funciona desde 1995. Entre sus usuarios hay expertos en los temas que trata el programa, como los múltiples aspectos de la agricultura, la gestión de pequeñas empresas, el toque de campanas... Se producen largas discusiones, así como temas desenfadados y especulaciones sobre la trama. Los umrats se reúnen en varias ocasiones. La primera fue una serie de unas diez barbacoas anuales, a la que asistió Carole Boyd (Lynda Snell). En ellas han participado personas de Europa y América. Tiene apodos para muchos de los principales personajes de Archers, como S'aint para Shula. (Hay apodos para la mayoría de los personajes habituales.) Debido quizás a que inicialmente era más accesible en el ámbito académico, las discusiones pueden ser bastante detalladas, aunque UMRA se considera un grupo amistoso y acogedor, donde en particular las flamewars y similares no son bienvenidas. A pesar del declive general de Usenet con la llegada de medios más de moda como Facebook y Twitter, UMRA sigue siendo un grupo de noticias muy activo en comparación con muchos otros. Sus antiguas camisetas y tazas llevaban la leyenda (en amarillo sobre "Barwick Green", por supuesto) "Una historia cotidiana de la gente de Internet".
Academic Archers, fundada en 2016, es una comunidad de aficionados que comparten un enfoque académico del programa. Organiza una conferencia anual en la que se presentan ponencias basadas en la experiencia académica y el disfrute. Las ponencias se han publicado en The Archers in Fact and Fiction: Academic Analyses of Life in Rural Borsetshire (2016, Peter Lang: ISBN 9781787071193), Custard, Culverts and Cake (2017, Emerald:  ISBN 9781787432864 y Gender, Sex and Gossip: Women in The Archers (2019, Emerald: ISBN 9781787699489 ) El grupo pretende ser "curioso, generoso y alegre".
Hay cuatro podcasts semanales de fanes sobre The Archers: All About The Archers,'DumTeeDum, The Cider Shed y Ambridge on the Couch.

## Enlaces
En 1994, el Servicio Mundial de la BBC empezó a emitir en Afganistán Naway Kor, Naway Jwand ("Nuevo hogar, nueva vida"), una historia cotidiana de la gente del campo que incorporaba fragmentos de información útil. Aunque la información útil se refería más a las minas terrestres sin explotar y la adicción al opio que a las últimas técnicas agrícolas modernas, la inspiración y el modelo de Naway Kor, Naway Jwand fue The Archers, y el taller inicial con escritores afganos incluyó a un guionista de Archers. Un estudio de 1997 descubrió que los oyentes de la telenovela tenían muchas menos probabilidades de resultar heridos por una mina que los no oyentes.
En Ruanda, el servicio Ruanda-Rundi del Servicio Mundial de la BBC emite desde 1999 la telenovela Urunana ("Mano a mano"), inspirada en The Archers.
The Archers fue el modelo de la radionovela rusa Dom 7, Podyezd 4 ("Casa 7, Entrada 4"), en la que el ex Primer Ministro Tony Blair hizo una vez un cameo.

## Parodias
Tony Hancock protagonizó la parodia de Galton y Simpson "The Bowmans" en un episodio del programa de la BBC Hancock's Half Hour.
Ned Sherrin produjo un cortometraje en 1973 titulado The Cobblers of Umbridge. El reparto incluía a Joan Sims, Lance Percival, Roy Kinnear, Derek Griffiths y John Fortune.
El programa de recuerdos de John Finnemore ha parodiado The Archers con sus sketches recurrentes "Accidentalmente The Archers"; los sketches pretenden retratar The Archers de la forma en que suena para las personas que sólo escuchan el programa inadvertidamente.

## Libros y audiolibros

### Obras de referencia
- Forever Ambridge — 25 Years of The Archers (1975) por Norman Painting ASIN B0012UT8XM

- The Archers: The First Thirty Years compilado por William Smethurst (1980).  ISBN 0-413-47830-0

- The Archers: The Official Companion por William Smethurst (1985).  ISBN 0-297-78715-2

- The Book of The Archers (1994) por Patricia Greene, Charles Collingwood y Hedli Niklaus  ISBN 0-7181-3849-X

- Jennifer Aldridge's Archers Cookbook por Angela Piper (1994).  ISBN 0-7153-0141-1

- The Archers: The True Story (1996) por William Smethurst  ISBN 1-85833-620-1

- The Archers: The Official Inside Story por Vanessa Whitburn (1996).  ISBN 1-85227-660-6

- The Archers' Pantry: Jennifer Aldridge por Angela Piper (1997).  ISBN 0-091-85407-5

- The Archers Anarchists' A-Z: An Unofficial and Utterly Outrageous Guide por Ian Sanderson (1998).  ISBN 0-7522-2442-5

- The Archers Annual 2000 por Kate Willmott y Hedli Niklaus  ISBN 0-563-38415-8

- The Archers Annual 2001 por Kate Willmott y Hedli Niklaus  ISBN 0-563-53716-7

- The Archers Encyclopaedia (2001) por Joanna Toye y Adrian Flynn  ISBN 0-563-53718-3, publicado con motivo del 50 aniversario de The Archers

- Who's Who in The Archers 2008 por Keri Davies.  ISBN 1-84607-326-X

- Who's Who in The Archers 2011 por Graham Harvey.  ISBN 978-1-849-90015-7

- Jennifer Aldridge's Archers Cookbook por Angela Piper (2009).  ISBN 0-7153-3338-0

- The Archers Miscellany (2010) por Joanna Toye.  ISBN 978-1-84607-754-8

- The Road to Ambridge (2010) por June Spencer.  ISBN 978-1-907532-25-2

- The Archers Archives (2010) por Simon Frith & Chris Arnot.  ISBN 978-1-84990-013-3

- Borsetshire Life (2011). The county magazine.  ISBN 978-1-902685-14-4

- The Ambridge Chronicles por Joanna Toye y Karen Farrington (2013)  ISBN 978-1-84990-577-0

- For the Love of The Archers: An Unofficial Companion por Beth Miller (2015)  ISBN 978-1-84953-773-5

### Novelizaciones
- The Archers of Ambridge por Geoffrey Webb y Edward J. Mason (1954)

- The Archers Intervene por Geoffrey Webb y Edward J. Mason (1956)

- Ambridge Summer por Keith Miles (1975).  ISBN 0-85523-065-7

- The Archers por Jock Gallagher

- Doris Archer's Diary (1971).  ISBN 0-563-12118-1

- The Archers: To The Victor The Spoils (1988).  ISBN 0-563-20599-7

- The Archers: Return to Ambridge (1988).  ISBN 0-563-20606-3

- The Archers: Borchester Echoes (1988).  ISBN 0-563-20607-1

- The Archers: Omnibus Edition (1988).  ISBN 0-563-36001-1

- Tom Forrest's Country Calendar (1978) compilado por Charles Lefeaux  ISBN 0-563-1741-10

- Ambridge: An English Village Through The Ages por William Smethurst (1981).  ISBN 0-413-50170-1

- Dan Archer: The Ambridge Years por William Smethurst y Anthony Parkin (1984).  ISBN 0-7181-2437-5

- Shula's Story por Joanna Toye (1995).  ISBN 0-563-38703-3

- Lynda Snell's Heritage of Ambridge por Carole Boyd (1997).  ISBN 185227-658-4

- The Ambridge Chronicles por Joanna Toye

- The Archers 1951–1967: Family Ties (1998).  ISBN 0-563-38397-6

- The Archers 1968–1986: Looking For Love (1999).  ISBN 0-563-55125-9

- The Archers 1987–2000: Back to the Land (2000).  ISBN 0-563-53701-9

- The Archers 1951–1967: Family Ties (1998, audiolibro, narrado por Miriam Margolyes).  ISBN 0-563-55714-1

- The Archers 1968–1986: Looking For Love (1999, audiolibro, narrado por Stella Gonet).  ISBN 0-563-55813-X

- The Archers 1987–2000: Back to the Land (2000, audiolibro, narrado por Stephanie Cole).  ISBN 0-563-55818-0

- En 1975, Tandem publicó una novela precuela sobre Ambridge a principios del siglo XX

- Spring at Brookfield por Brian Hayles (1975).  ISBN 978-0-426-16520-0

- Jennifer's Diary por Joanna Toye (2003).  ISBN 0-563-48767-4

- The Archers: Ambridge At War por Catherine Miller (2020).  ISBN 978-1-4711-9548-8

### Episodios de audio publicados
- Vintage Archers

- Vintage Archers: Volume 1 (1988).  ISBN 0-563-22586-6

- Vintage Archers: Volume 2 (1988).  ISBN 0-563-22704-4

- Vintage Archers: Volume 3 (1998).  ISBN 0-563-55740-0 (contiene varios "episodios perdidos" que han sido restaurados digitalmente)

- The Archers: The Wedding Jack and Peggy tie the knot

- Vintage Archers: Volumes 1–3 (2001).  ISBN 0-563-38281-3

- Ambridge Affairs

- Ambridge Affairs: Love Triangles (2007).  ISBN 1-4056-7733-3

- Ambridge Affairs: Heartache at Home Farm (2007).  ISBN 1-4056-8785-1

### Mapas
Además de libros y audiolibros, se han publicado supuestos mapas de Ambridge y Borsetshire.

## Documentales
Un episodio de Arena, emitido en BBC Four el 1 de enero de 2007, se centró en The Archers. Fue narrado por Stephen Fry e incluyó entrevistas con actores y guionistas actuales.